# Werkstückförderer
Ein Werkstückförderer oder Förderer ist eine Maschine zum Bewegen von Werkstücken von einem Ort zu einem anderen. 
Bei der Beförderung von Werkstücken, also den Werkstückträger- oder auch Transfersystemen, unterscheidet man zwei Systeme, die im Folgenden beschrieben werden. 

## Förder- und Transportbänder
Von einem klassischen Förder- bzw. Transportband spricht man bei Zugmittelsystemen. Diese sind untergliedert in Ketten- und Ein- oder Doppelgurtsysteme. Die Funktionsweise der beiden ist vergleichbar: das Werkstück, meist auf einer dafür vorgesehenen Platte befestigt, der Werkstückträgerplatte, wird auf das Zugmittel gelegt und von diesem durch die einzelnen Prozesse oder Stationen gezogen.
Dies kann geschehen:
- synchron, also eine Station nach der anderen, oder
- asynchron: mit Hilfe von Bypässen wird die Strecke vor zeitlich kritischen Prozessen aufgeteilt, so dass mehrere solcher Prozesse zeitgleich geschehen können. Die Taktzeit, welche sich immer am langsamsten Prozess orientiert, kann somit reduziert werden.

## Intelligente Transportsysteme
Siehe auch Fördertechnik, Förderanlage
Eine sehr technisierte Form von Werkstückträgern sind solche mit einem Eigenantrieb. Man spricht hier von intelligenten Transportsystemen. Sie werden vornehmlich in asynchronen Montagesystemen oder der Intralogistik eingesetzt. Im Gegensatz zum klassischen Förderband fahren hier die Werkstücke auf selbstangetriebenen Fahreinheiten, den Shuttles. Diese bewegen sich auf einem Monoschienensystem durch die einzelnen Prozessstationen. Die Fahreinheiten haben die Möglichkeit, via Infrarot mit der Fahrstrecke zu kommunizieren. Sie können sich somit selber die Weichen und Kreuzungen stellen und finden autonom ihren nächsten Bestimmungsort. 
Das autonome Fahren mittels Flurfahrzeugen mit eigenem Antrieb und verlässlichem Positionieren auf einem Raster einer definierten Ebene erlaubt ein chaotisches Steuern in einer Werkstattfertigung. Solche Lösungen sind durchweg speziell konfiguriert. Sie werden von verschiedenen Herstellern angeboten. Ein industrieller Standard ist bisher nicht bekannt.